# Didier Bionaz
Didier Bionaz, né le 22 février 2000 à Aoste, est un biathlète italien.

## Biographie
Il fait ses débuts dans une compétition internationale en fin d'année 2017 sur la Coupe IBU junior. En 2019, il remporte sa première médaille sur les Championnats du monde des moins de 19 ans, gagnant le bronze au relais. L'hiver suivant, il s'impose sur une manche de la Coupe IBU junior à Pokljuka, puis fait ses débuts sénior dans l'IBU Cup, où il obtient une quatrième place notamment. En fin de saison, il fait partie de l'équipe italienne pour la Coupe du monde à Nové Město et Kontiolahti.
Pendant la saison 2020-2021 de Coupe du monde, il parvient à inscrire son premier point au deuxième sprint d'Hochfilzen (40e), avant de remonter plus de vingt places pour finir 19e sur la poursuite.
Quelques semaines plus tard, il améliore ce résultat sur l'individuel d'Anterselva, en Italie, qu'il conclut au treizième rang. Il obtient son ticket pour les Championnats du monde à Pokljuka, où il est notamment 21e en sprint et deux fois sixième en relais.

## Palmarès

### Jeux olympiques
| Édition / Épreuve | Individuel | Sprint | Poursuite | Mass start | Relais | Relais mixte |
| ----------------- | ---------- | ------ | --------- | ---------- | ------ | ------------ |
| Pékin 2022        | 48e        | —      | —         | —          | —      | —            |

Légende :
- — : non disputée par Bionaz

### Championnats du monde
| Édition / Épreuve | Individuel | Sprint | Poursuite | Mass start | Relais | Relais mixte             | Relais mixte simple |
| ----------------- | ---------- | ------ | --------- | ---------- | ------ | ------------------------ | ------------------- |
| Pokljuka 2021     | 60e        | 21e    | 58e       | —          | 6e     | 6e                       | —                   |
| Oberhof 2023      | 26e        | 66e    | —         | —          | 7e     | Médaille d'argent, monde | —                   |
| Nové Město 2024   | 49e        | 28e    | 32e       | —          |        | 10e                      | —                   |
| Lenzerheide 2025  | 49e        | 43e    | 49e       | —          | —      | —                        | —                   |

Légende :
- : deuxième place, médaille d'argent
- — : non disputée par Bionaz

### Coupe du monde
- Meilleur classement général : 21e en 2024.
- Meilleur résultat individuel : 11e.
- 7 podiums :
  - 3 podiums en relais : 1 deuxième place et 2 troisièmes places.
  - 4 podiums en relais mixte : 3 deuxièmes places et 1 troisième place.

 Dernière mise à jour le 17 mars 2024 

#### Classements en Coupe du monde
| Saison    | Individuel | Individuel | Sprint | Sprint   | Poursuite | Poursuite | Mass start | Mass start | Général | Général  |
| Saison    | Points     | Position   | Points | Position | Points    | Position  | Points     | Position   | Points  | Position |
| --------- | ---------- | ---------- | ------ | -------- | --------- | --------- | ---------- | ---------- | ------- | -------- |
| 2019-2020 |            |            | -      | nc       | -         | nc        |            |            | 0       | nc       |
| 2020-2021 | 28         | 35e        | 21     | 63e      | 23        | 54e       | 20         | 38e        | 92      | 51e      |
| 2021-2022 | '          | 54e        | '      | 91e      | '         | 72e       |            |            | '       | 84e      |
| 2022-2023 | '          | 37e        | '      | 57e      | '         | 46e       | '          | 42e        | '       | 46e      |
| 2023-2024 | '          | 48e        | '      | 18e      | '         | 22e       | '          | 20e        | '       | 21e      |

### Championnats du monde jeunesse
- Médaille de bronze du relais en 2019 à Brezno-Osrblie.